# Nedong
Nedong är ett stadsdistrikt och huvudort i staden Lhoka i Tibet-regionen i sydvästra Kina. Det ligger omkring 77 kilometer sydost om regionhuvudstaden Lhasa. 